# Московіт-Корнер (Каліфорнія)
Московіт-Корнер (англ. Moskowite Corner) — переписна місцевість (CDP) в США, в окрузі Напа штату Каліфорнія. Населення — 237 осіб (2020).

## Географія
Московіт-Корнер розташований за координатами 38°26′38″ пн. ш. 122°11′31″ зх. д. / 38.44389° пн. ш. 122.19194° зх. д. (38.443874, -122.191990).  За даними Бюро перепису населення США в 2010 році переписна місцевість мала площу 7,29 км², з яких 7,28 км² — суходіл та 0,01 км² — водойми.

## Демографія
Згідно з переписом 2010 року, у переписній місцевості мешкало 211 особа в 86 домогосподарствах у складі 56 родин. Густота населення становила 29 осіб/км².  Було 96 помешкань (13/км²).
Расовий склад населення:
| - 86,7 % — білих - 6,6 % — корінних американців - 0,5 % — чорних або афроамериканців - 0,5 % — азіатів - 3,8 % — осіб інших рас |

До двох чи більше рас належало 1,9 %. Частка іспаномовних становила 11,8 % від усіх жителів.
За віковим діапазоном населення розподілялося таким чином: 19,4 % — особи молодші 18 років, 64,5 % — особи у віці 18—64 років, 16,1 % — особи у віці 65 років та старші. Медіана віку мешканця становила 49,4 року. На 100 осіб жіночої статі у переписній місцевості припадало 104,9 чоловіків;  на 100 жінок у віці від 18 років та старших — 104,8 чоловіків також старших 18 років.
Середній дохід на одне домашнє господарство  становив 50 022 долари США (медіана — 52 750), а середній дохід на одну сім'ю — 53 620 доларів (медіана — 53 250). За межею бідності перебувало 13,4 % осіб, у тому числі 9,6 % дітей у віці до 18 років та 0,0 % осіб у віці 65 років та старших.
Цивільне працевлаштоване населення становило 58 осіб. Основні галузі зайнятості: роздрібна торгівля — 37,9 %, будівництво — 20,7 %, транспорт — 10,3 %, публічна адміністрація — 10,3 %.